# The Count of Monte Cristo (2002)
The Count of Monte Cristo is een Brits-Amerikaanse film uit 2002, gebaseerd op het boek De graaf van Monte-Cristo van Alexandre Dumas père. De film is geregisseerd door Kevin Reynolds. Hoofdrollen worden vertolkt door Richard Harris, James Caviezel, Dagmara Dominczyk, Guy Pearce en Luis Guzmán.
De film volgt losjes de primaire verhaallijn van de roman, maar veel details en bijpersonages zijn weggelaten of aangepast. Tevens zijn enkele actiescènes die niet in het boek voorkomen toegevoegd.

## Verhaal
Edmond Dantès en zijn vriend Fernando Mondego, officieren van een Frans handelsschip, zijn op weg naar Elba om medische zorg te zoeken voor hun kapitein, hoewel de Britten hebben aangegeven iedereen die het eiland betreedt te zullen doden. Dantès en Mondego worden dan ook gevolgd door Britse dragonders die denken dat ze spionnen zijn van de verbannen keizer Napoleon Bonaparte. De twee worden gered wanneer Napoleon zelf opduikt en verklaart dat de twee niet voor hem werken. Hij vraagt Dantès in het geheim een brief af te leveren bij een vriend in Frankrijk. Die nacht sterft de kapitein en vertrekken Dantès en Mondego naar het vasteland.
Bij aankomst in Marseille wordt Dantès door de eerste stuurman Danglars beschuldigd van het negeren van orders. Hij wordt echter door Morrel, de baas van de handelscompagnie waar het schip bij hoort, gepromoveerd tot kapitein zodat Danglars hem niet langer bevelen kan geven. Ondertussen onderschept Mondego Dantès' verloofde, Mercédès, en probeert haar het hof te maken. Wanneer hij hoort van Dantès promotie, beseft hij dat Dantès en Mercédès spoedig zullen trouwen.
In een dronken bui vertelt Mondego aan Danglars over de brief die Dantès van Napoleon heeft gekregen. Danglars laat Dantès oppakken voor verraad en stuurt hem naar het hoofd van het magistraat, J.F. Villefort. Deze is overtuigd van Dantès' onschuld en dat hij niet wist wat er in de brief stond. Wanneer hij echter ziet dat de brief gericht is aan zijn eigen vader, laat hij de brief verbranden en Dantès opsluiten in de gevangenis op het eiland Château d'If. Dantès onderneemt een ontsnappingspoging, maar deze wordt verhinderd door de jaloerse Mondego. Na Dantès' arrestatie maakt Mondego Mercédès wijs dat Dantès is geëxecuteerd, zodat hij haar voor zich kan winnen.
In de gevangenis wordt Dantès vrienden met abbé Faria, een priester en voormalig soldaat in het leger van Napoleon. Hij zit in de gevangenis omdat hij Napoleon weigerde de locatie te onthullen van het fortuin van de overleden graaf Spada. Dankzij de priester ontdekt Dantès de ware reden van zijn opsluiting en zweert wraak. De twee beginnen een tunnel te graven om te ontsnappen. Ook leert Faria Dantès zwaardvechten. Faria sterft voordat de tunnel af is, maar geeft nog net voor zijn dood Dantès de locatie van Spada's fortuin.
Door zich in de lijkzak van Faria te verstoppen kan Dantès eindelijk ontsnappen. Hij ontmoet de smokkelaars Luigi Vampa en Jacopo. Hij vindt het fortuin van Spada en beraamt een plan om wraak te nemen op iedereen die hem heeft verraden.
Van het fortuin koopt Dantès een huis. Hij doet zich voor als de graaf van Monte Cristo. Hij laat Vampa een ontvoering van de zoon van Mondego, Albert, in scène zetten, zodat hij Albert kan redden en zo het vertrouwen winnen van Mondego. Hij wordt door Albert uitgenodigd op diens 16e verjaardagsfeest. Op het feest laat hij doorschemeren dat er een bijzondere scheepslading aan zal komen. Villefort en Mondego maken plannen deze te stelen. Mercédès is ook op het feest en vermoedt al dat de graaf in werkelijkheid Edmond Dantès is.
Dantès slaagt erin Danglars en Villefort te laten arresteren en Villefort te laten bekennen dat hij zijn vader, Clarion, heeft laten vermoorden. Mercédès doorziet Dantès' identiteit en bekent dat ze ondanks haar huwelijk met Mondego nog steeds van hem houdt. Dantès besluit Mercédès en haar zoon mee te nemen en samen Frankrijk te verlaten. Eerst laat hij nog Mondego failliet gaan door al zijn schuldeisers op hem af te sturen. Mercédès onthult aan Mondego dat Albert in werkelijkheid Dantès' zoon is en ze alleen maar met hem getrouwd is omdat ze zwanger was. Mondego probeert Dantès neer te schieten, maar treft per ongeluk Mercédès. Dantès en Mondego vechten het uit met zwaarden, waarbij Dantès Mondego doodt.
Dantès koopt de gevangenis Château d'If met het plan deze te laten afbreken. Mercédès herstelt van de schotwond.

## Cast
| Acteur              | Personage         |
| ------------------- | ----------------- |
| Jim Caviezel        | Edmond Dantès     |
| Guy Pearce          | Fernando Mondego  |
| Richard Harris      | Abbé Faria        |
| Luis Guzmán         | Jacopo            |
| James Frain         | J.F. Villefort    |
| Dagmara Dominczyk   | Mercedès Iguanada |
| Michael Wincott     | Armand Dorleac    |
| Christopher Adamson | Maurice           |
| J. B. Blanc         | Luigi Vampa       |
| Alex Norton         | Napoléon          |
| Henry Cavill        | Albert Mondego    |

## Achtergrond

### Weggelaten personages
- Ali
- Beauchamp
- Benedetto
- Bertuccio
- Caderousse
- Château-Renaud
- Edouard Villefort
- Eugénie Danglars
- Franz d'Épinay
- Haydée
- Louise d'Armilly
- Marquis Saint-Méran
- Marquise of Saint-Méran
- Maximilian Morrel
- Valentine Villefort - is in de film J.F. Villeforts vrouw. In het boek is ze zijn dochter.

### Veranderingen ten opzichte van het boek
- Danglars: in de roman is Danglars de boekhouder van het schip, niet de eerste stuurman. In het boek wordt hij rijk door eigen investeringen en wordt vanwege zijn steun aan de Franse kroon benoemd tot baron.
- Fernando Mondego: in de roman was hij alleen een kennis van Edmond en een arme visser. Hij was niet aanwezig toen Dantès de brief kreeg, maar kreeg dit later van Danglars te horen.
- Clarion: heet Noirtier in de roman en is in de roman een invalide die woont in Villeforts landhuis.
- Mercédès: wordt in het boek niet herenigd met Dantès, maar vertrekt aan het eind naar Marseille om alleen te gaan wonen.
- Albert: is in de roman niet Edmonds zoon.
- Luigi: is een combinatie van meerdere personages. In de roman is hij een bandiet die mensen ontvoert voor geld.
- Jacopo: is eveneens een combinatie van meerdere personages, met name de dienaren van de graaf Bertuccio, Ali en Baptistin. In de roman is Jacopo een smokkelaar aan boord van de Jeune-Amélie.
- Edmond Dantès: in de film kan Edmond niet lezen en is ongeschoold, anders dan in het boek.
- Graaf van Monte Cristo: in de roman koopt Edmond het eiland Monte Cristo en de titel graaf van de Italiaanse overheid en bereidt zijn rol als graaf negen jaar voor. In het boek maakt hij meer gebruik van diplomatie en slimheid dan van zwaardvechten om zijn doelen te bereiken.
- Villefort: staat in de roman op goede voet met Danglars en Fernando en spant niet samen tegen Dantès of de graaf.

### Ontvangst
The Count of Monte Cristo werd redelijk goed ontvangen door critici, met 74% aan goede kritieken op Rotten Tomatoes.
IGN gaf de film een waardering van 7.0 uit 10.

### Soundtrack
De soundtrack van The Count of Monte Cristo werd gecomponeerd door Edward Shearmur en uitgevoerd door het London Metropolitan Orchestra.
De soundtrack omvat de volgende nummers:
1. Introduction  – 1:56
2. Landing on Elba  – 3:33
3. Marseille  – 4:23
4. Betrayed – 3:52
5. Château d'If – 4:26
6. Abbe Feria – 2:24
7. Edmond's Education – 0:58
8. Training Montagne – 1:54
9. Escape from the Island – 7:24
10. Finding the Treasure – 2:52
11. Invitation to the Ball – 2:12
12. Involving Albert – 2:47
13. After the Party – 3:06
14. Retribution  – 5:29
15. End Titles – 5:47